# Steve Marlet
Steve Marlet (* 10. Januar 1974 in Pithiviers) ist ein ehemaliger französischer Fußballspieler.

## Karriere

### Verein
Der beidfüßige Angriffsspieler spielte bis 2005 beim VfL Wolfsburg in der Fußball-Bundesliga. In der Saison 2006/07 kehrte er nach Frankreich zurück, wo eine Saison beim FC Lorient folgte. Anschließend war er zwei Jahre vereinslos, dann folgten zwei Jahre beim Amateurklub FC Municipal d’Aubervilliers, bei dem er unter Beweis stellte, dass er seine Torgefährlichkeit noch nicht eingebüßt hatte. 2011 unterschrieb der inzwischen 37-jährige Marlet, der unter anderem 2007 mit Ipswich Town und 2008 mit Chicago Fire und Stade Reims in Verbindung gebracht wurde, einen Einjahresvertrag beim Drittligisten Red Star Paris, dem Verein, bei dem seine Karriere zwei Jahrzehnte zuvor begonnen hatte. Bei Red Star trat er 2013 auch die Stelle als Sportdirektor an.

### Nationalmannschaft
Steve Marlet bestritt 23 A-Länderspiele für die französische Nationalmannschaft und erzielte dabei sechs Tore. Er war Teilnehmer beim Confederations Cup 2001 (ein Treffer) und 2003.

## Belege und Anmerkungen
1. ↑  Meldung bei France Football vom 1. Juli 2011
2. ↑  siehe den Artikel vom 19. Juni 2013 bei France Football

| Personendaten    | Personendaten                |
| ---------------- | ---------------------------- |
| NAME             | Marlet, Steve                |
| KURZBESCHREIBUNG | französischer Fußballspieler |
| GEBURTSDATUM     | 10. Januar 1974              |
| GEBURTSORT       | Pithiviers, Frankreich       |